# Sports et musique
Sports et musique était une émission de radio diffusée sur la station Paris Inter, puis sur le réseau France Inter (station Inter-variétés), de 1945 à 1987. Elle présentait des reportages sportifs en direct, entrecoupés de morceaux musicaux.
Créée par Alex Virot le 25 février 1945, Sports et musique était diffusée le dimanche après-midi et durait de 15 h (parfois 14h) à 18 h (les matches de football et de rugby débutaient à 15 heures),. À l'origine, le générique de début était La marche des sports, une chanson interprétée par André Dassary : « Chantons pour le sport, d’un cœur joyeux, chantons l’essor de la jeunesse.». L'animateur, d'abord Virot lui-même, puis très rapidement Georges Briquet, qui en fut la voix emblématique, présentait l'émission à partir d'un stade où se déroulait un match. Parmi les journalistes sportifs qui ont participé à l'émission figurent Jean Crinon, Robert Chapatte, Roland Mesmeur, Jacques Vendroux, Daniel Pautrat, Pierre Salviac, Thierry Roland, Jean-Paul Brouchon et Tommy Franklin. Après la catastrophe des Açores en octobre 1949, où périrent le boxeur Marcel Cerdan et la violoniste Ginette Neveu, le générique de début fut un extrait de La vie brève de Manuel de Falla, transcrit pour violon et piano, joué par Ginette Neveu et son frère Jean, victime de l'accident . 
Sports et musique a été diffusée sur le réseau modulation de fréquence de France Inter (Inter-variétés), puis à partir de 1983, a été transférée sur le réseau B des ondes moyennes de Radio France,.  
L'émission s'est maintenue, tout en évoluant dans sa forme, jusqu'en 1987. 